# Liste des NXT TakeOver

NXT TakeOver est le nom donné aux réunions événementielles spéciales et périodiques de catch produits par la WWE et mettant en scène la division NXT, qui sont retransmis en direct sur le WWE Network. Ces événements durent généralement deux heures, bien que certains aient pu durer jusqu'à deux heures et demie. Ils ont lieu plusieurs fois par an,.

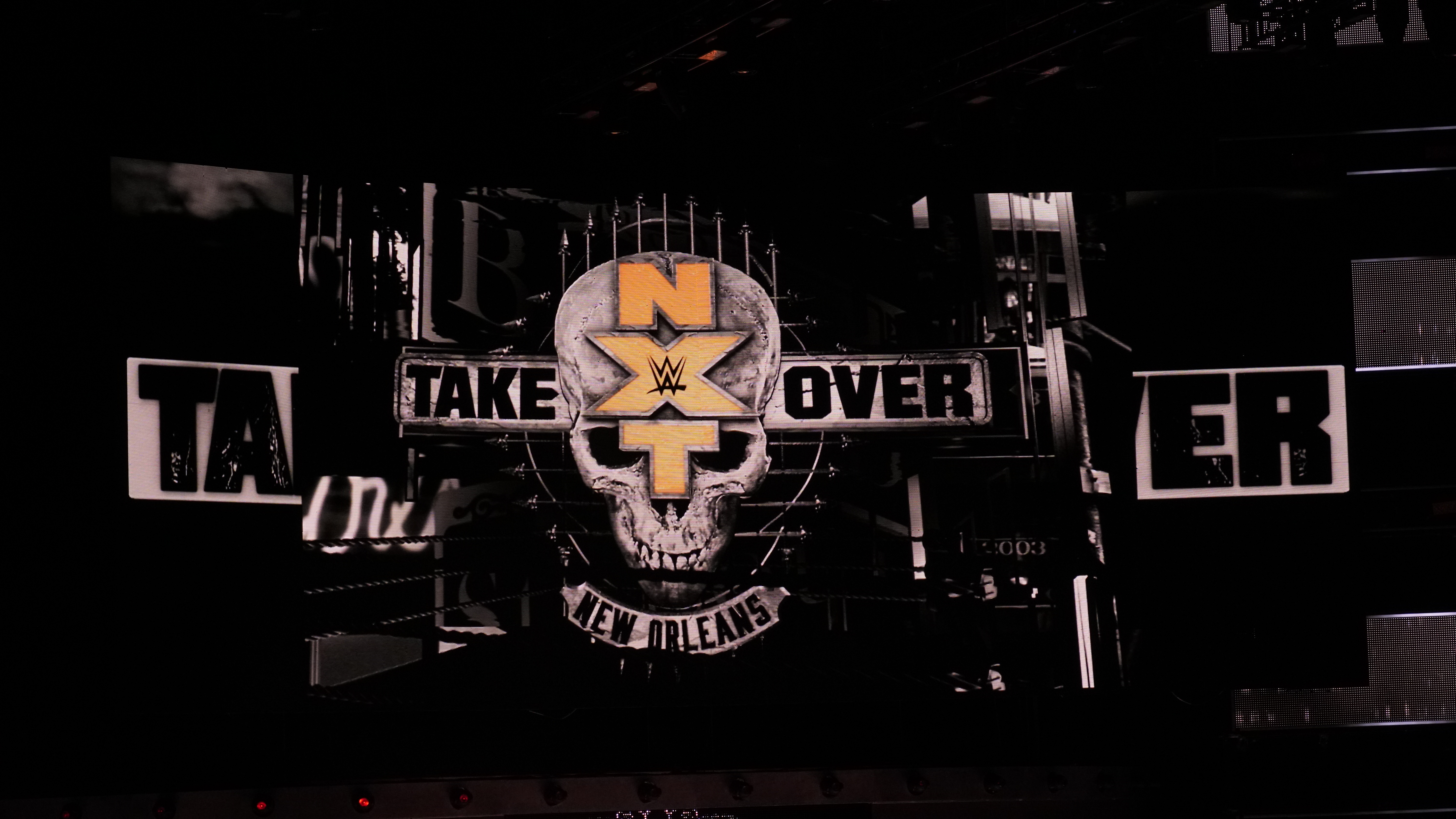
NXT TakeOver : Nouvelle-Orléans.

Le premier événement spécial de la division NXT s'appelait simplement NXT Arrival. Cependant, après l'événement en direct suivant, NXT Takeover, le nom "Takeover" a continué à être utilisé pour les événements ultérieurs. Ceux-ci avaient au départ tous lieu à la Full Sail University, jusqu'à NXT Takeover: Brooklyn, à partir duquel les événements ont eu lieu dans plusieurs lieux différents (et plus permissifs en termes de capacité spectateurs), aux États-Unis voire à l'international. Ces événements sont traités de manière similaire aux évènements diffusés en pay-per-view du roster principal, et certains prennent place au même endroit, tels que SummerSlam (2015) et NXT Takeover: Brooklyn ou encore WrestleMania 32 et NXT Takeover: Dallas.
En 2019, la branche de développement NXT UK lance ses propres Takeover.

## NXT Arrival
| # | Événement                   | Ville                 | Lieu                 | Main Event (Match de Tête d'Affiche)                                                    | Spectateurs |
| - | --------------------------- | --------------------- | -------------------- | --------------------------------------------------------------------------------------- | ----------- |
| 1 | NXT Arrival 27 février 2014 | Winter Park (Floride) | Full Sail University | Bo Dallas (c) contre Adrian Neville pour the Championnat NXT dans un Match de l'Échelle | 400         |

## Historique deNXT TakeOver
| #  | Événement                                       | Ville                           | Lieu                                   | Main Event (Match de Tête d'Affiche) | Spectateurs |
| -- | ----------------------------------------------- | ------------------------------- | -------------------------------------- | --- | ----------- |
| 1  | NXT Takeover 29 mai 2014                        | Winter Park (Floride)           | Full Sail University                   | Adrian Neville (c) contre Tyson Kidd pour le Championnat NXT | 400         |
| 2  | NXT Takeover: Fatal 4 Way 11 september 2014     | Winter Park (Floride)           | Full Sail University                   | Adrian Neville (c) contre Tyson Kidd contre Sami Zayn contre Tyler Breeze pour le Championnat NXT                                                                                   | 400         |
| 3  | NXT Takeover: R Evolution 11 décembre 2014      | Winter Park (Floride)           | Full Sail University                   | Adrian Neville (c) contre Sami Zayn pour le Championnat NXT | 400         |
| 4  | NXT Takeover: Rival 11 février 2015             | Winter Park (Floride)           | Full Sail University                   | Sami Zayn (c) contre Kevin Owens pour le Championnat NXT | 400         |
| 5  | NXT Takeover: Unstoppable 20 mai 2015           | Winter Park (Floride)           | Full Sail University                   | Kevin Owens (c) contre Sami Zayn pour le Championnat NXT | 400         |
| 6  | NXT Takeover: Brooklyn 22 août 2015             | Brooklyn (New York)             | Barclays Center                        | Finn Bálor (c) contre Kevin Owens pour le Championnat NXT dans un Match de l'Échelle                                                                                                | 15 589      |
| 7  | NXT Takeover: Respect 7 octobre 2015            | Winter Park (Floride)           | Full Sail University                   | Bayley (c) contre Sasha Banks pour le Championnat Féminin NXT dans un Iron Woman Match de 30 minutes                                                                                | 400         |
| 8  | NXT Takeover: London 16 décembre 2015           | Wembley (Londres) Angleterre    | SSE Arena                              | Finn Bálor (c) contre Samoa Joe pour le Championnat NXT | 10 079      |
| 9  | NXT Takeover: Dallas 1er avril 2016             | Dallas (Texas)                  | Kay Bailey Hutchison Convention Center | Finn Bálor (c) contre Samoa Joe pour le Championnat NXT | 9 000       |
| 10 | NXT Takeover: The End 8 juin 2016               | Winter Park (Floride)           | Full Sail University                   | Samoa Joe (c) Finn Bálor pour le Championnat NXT dans un Match en Cage | 400         |
| 11 | NXT Takeover: Brooklyn II 20 août 2016          | Brooklyn (New York)             | Barclays Center                        | Samoa Joe (c) contre Shinsuke Nakamura pour le Championnat NXT | 15 671      |
| 12 | NXT Takeover: Toronto 19 novembre 2016          | Toronto (Ontario) Canada        | Air Canada Center                      | Shinsuke Nakamura (c) contre Samoa Joe pour le Championnat NXT | 12 649      |
| 13 | NXT Takeover: San Antonio 28 janvier 2017       | San Antonio (Texas)             | Freeman Coliseum                       | Shinsuke Nakamura (c) contre Bobby Roode pour le Championnat NXT | 9 465       |
| 14 | NXT Takeover: Orlando 1er avril 2017            | Orlando (Floride)               | Amway Center                           | Bobby Roode (c) contre Shinsuke Nakamura pour le Championnat NXT, | 14 975      |
| 15 | NXT Takeover: Chicago 20 mai 2017               | Rosemont (Illinois)             | Allstate Arena                         | The Authors of Pain (Akam et Rezar) contre DIY (Johnny Gargano et Tommaso Ciampa) dans un Match de l'Échelle pour le Championnat par équipe NXT                                     | Inconnu     |
| 16 | NXT Takeover: Brooklyn III 19 août 2017         | Brooklyn (New York)             | Barclays Center                        | Bobby Roode (c) contre Drew McIntyre pour le Championnat NXT | 15 275      |
| 17 | NXT Takeover: WarGames 18 novembre 2017         | Houston (Texas)                 | Toyota Center                          | SAnitY (Alexander Wolfe, Eric Young et Killian Dain) contre les Authors of Pain (Akam et Rezar) et Roderick Strong contre l'Undisputed Era (Adam Cole, Bobby Fish et Kyle O'Reilly) | 14 231      |
| 18 | NXT Takeover: Philadelphia 27 janvier 2018      | Philadelphie (Pennsylvanie)     | Wells Fargo Center                     | Andrade "Cien" Almas (c) contre Johnny Gargano pour le Championnat NXT | 14 247      |
| 19 | NXT Takeover: New Orleans 7 avril 2018          | La Nouvelle-Orléans (Louisiane) | Smoothie King Center                   | Johnny Gargano contre Tommaso Ciampa dans un Unsanctionned match | 13 955      |
| 20 | NXT TakeOver: Chicago II 16 juin 2018           | Rosemont (Illinois)             | Allstate Arena                         | Johnny Gargano contre Tommaso Ciampa dans un combat de rue. | 11 000      |
| 21 | NXT TakeOver: Brooklyn IV 18 août 2018          | Brooklyn (New York)             | Barclays Center                        | Tommaso Ciampa contre Johnny Gargano dans un Last Man Standing match | 14 896      |
| 22 | NXT TakeOver: WarGames II 17 novembre 2018      | Los Angeles (Californie)        | Staples Center                         | The Undisputed Era (Adam Cole, reDRagon et Roderick Strong) contre Ricochet, Pete Dunne et les War Raiders                                                                          | 13 598      |
| 23 | NXT TakeOver: Phoenix 26 janvier 2019           | Phoenix (Arizona)               | Talking Stick Resort Arena             | Tommaso Ciampa (c) contre Aleister Black pour le Championnat NXT | TBD         |
| 24 | NXT TakeOver: New York 5 avril 2019             | Brooklyn (New York)             | Barclays Center                        | Johnny Gargano contre Adam Cole pour le Championnat NXT alors vacant | TBD         |
| 25 | NXT TakeOver: XXV 1er juin 2019                 | Bridgeport (Connecticut)        | Webster Bank Arena                     | Johnny Gargano (c) contre Adam Cole pour le Championnat NXT | TBD         |
| 26 | NXT TakeOver: Toronto 10 août 2019              | Toronto (Ontario) Canada        | Scotiabank Arena                       | Adam Cole (c) contre Johnny Gargano pour le Championnat NXT | TBD         |
| 27 | NXT TakeOver: WarGames 23 novembre 2019         | Rosemont (Illinois)             | Allstate Arena                         | Undisputed Era (Adam Cole, Bobby Fish, Kyle O'Reilly et Roderick Strong) contre Tommaso Ciampa, Keith Lee, Dominik Dijakovic et Kevin Owens                                         | TBD         |
| 28 | NXT TakeOver: Portland 16 février 2020          | Portland (Oregon)               | Moda Center                            | Adam Cole (c) contre Tommaso Ciampa pour le Championnat NXT | TBD         |
| —  | NXT TakeOver: Tampa Bay 4 avril 2020            | Tampa (Floride)                 | Amalie Arena                           | Le Pay-Per-View a été annulé en raison de la Pandémie de Covid-19. | TBD         |
| 29 | NXT TakeOver: In Your House 7 juin 2020         | Winter Park (Floride)           | Full Sail University                   | Charlotte Flair (c) contre Io Shirai contre Rhea Ripley pour le Championnat féminin NXT                                                                                             | TBD         |
| 30 | NXT TakeOver: XXX 22 août 2020                  | Winter Park (Floride)           | Full Sail University                   | Keith Lee (c) contre Karrion Kross pour le Championnat NXT | TBD         |
| 31 | NXT TakeOver: 31 4 octobre 2020                 | Orlando (Floride)               | WWE Performance Center                 | Finn Bálor (c) contre Kyle O'Reilly pour le Championnat NXT | NC          |
| 32 | NXT TakeOver: WarGames 6 décembre 2020          | Orlando (Floride)               | WWE Performance Center                 | Undisputed Era (Adam Cole, Bobby Fish, Kyle O'Reilly et Roderick Strong) contre Pat McAfee, Pete Dunne, Danny Burch et Orney Lorcan                                                 | NC          |
| 33 | NXT TakeOver: Vengeance Day 14 février 2021     | Orlando (Floride)               | WWE Performance Center                 | Finn Bálor (c) contre Pete Dunne pour le Championnat NXT | NC          |
| 34 | NXT TakeOver: Stand & Deliver 7 et 8 avril 2021 | Orlando (Floride)               | WWE Performance Center                 | Io Shirai (c) contre Raquel González pour le Championnat féminin NXT | NC          |
| 34 | NXT TakeOver: Stand & Deliver 7 et 8 avril 2021 | Orlando (Floride)               | WWE Performance Center                 | Adam Cole contre Kyle O'Reilly dans un Unsanctionned match | NC          |
| 35 | NXT TakeOver: In Your House 13 juin 2021        | Orlando (Floride)               | WWE Performance Center                 | Karrion Kross (c) contre Pete Dunne contre Adam Cole contre Kyle O'Reilly contre Johnny Gargano pour le Championnat NXT                                                             | NC          |
| 36 | NXT TakeOver: 36 22 août 2021                   | Orlando (Floride)               | WWE Performance Center                 | Karrion Kross (c) contre Samoa Joe pour le Championnat NXT | NC          |
| 37 | NXT TakeOver: WarGames 5 décembre 2021          | Orlando (Floride)               | WWE Performance Center                 | Team 2.0 (Bron Breakker, Carmelo Hayes, Tony D'Angelo et Grayson Waller) contre Team Black and Gold (Tommaso Ciampa, Johnny Gargano, Pete Dunne et LA Knight)                       | NC          |

Note : TBD signifie to be defined, soit « pas encore défini » et TBA signifie to be annonced, soit « pas encore annoncé ».